# Prothema decoratum
Prothema decoratum es una especie de escarabajo longicornio del género Prothema, tribu Prothemini, subfamilia Cerambycinae. Fue descrita científicamente por Holzschuh en 2015.
La especie se mantiene activa durante los meses de abril y mayo.

## Descripción
Mide 10,6-12,3 milímetros de longitud.

## Distribución
Se distribuye por Malasia.